# Руско-турска война (1828 – 1829)
Руско-турската война от 1828 – 1829 г. е военен конфликт, част от т.нар. Руско-турски войни. Предизвикана е от денонсирането на Акерманската конвенция от страна на Османската империя. Наричана е още войната на Адрианополския мир. Обявена е през декември 1827 г. от турския султан, който отменя всички предишни руско-турски договори и провъзгласява свещена война против Русия.
Войната се води на два фронта – Балкански и Кавказки.

## Военни действия
Военните действия започнали през април 1828 г. с Втора руска армия в състав от около 95 000 души форсирала Дунав, преминала Добруджа обсажда Шумен, Варна и Силистра. Армията е командвана от генерал княз Пьотър Витгенщайн.
На 25 април 1828 г. руският 6-и пехотен корпус навлиза в Молдовското и Влашкото княжества. На 27 май сутринта в присъствието на императора започва форсирането на Дунав при Исакча, операцията е успешна и на 30 май крепостта Исакча пада. Руският авангард напредва в Добруджа под командването на ген. Фьодор Ридигер и на 6 юни обсажда и Кюстенджа, също на 6 юни пада Мачин, а всички останали важни крепости в Северна Добруджа са вече обсадени. На 26 юни е зает Добрич. В края на май (по нов стил началото на юни) 1828 година войските форсират предните укрепления на непревземаемата Шуменска крепост, но крепостта не пада. На 29 септември 1828 г. руските войски, командвани от губернатора на Бесарабия ген. княз Михаил Воронцов превземат Варна, с което фактически приключва активната кампания през тази година.
През февруари 1829 командващият се оттегля поради влошено здраве и начело на армията е назначен действеният генерал също от немски произход Иван Дибич-Забалкански. През 1829 г. започва второто настъпление на руската армия на Балканския полуостров. На 16 февруари от руския флот, с помощта и на местното население, е превзет Созопол. Най-големите сражения и решителната битка край Шумен стават на 30 май 1829 при село Кюлевча. Битката, наречена Кулевчанское сражение, се изучава в руските учебници по военна история. В продължение на няколко дни 80-хилядната войска на главния везир Решид паша, идваща откъм Провадия, е разбита. В генералното сражение загиват около 2100 руски войници и офицери и два пъти повече османски военни. Решид паша се оттегля и се затваря в Шуменската крепост. При сражението той губи няколкостотин оръдия, целия си обоз и няколко военни знамена. Турските сили в крепостта наброяват около 125 000 души. На 18 юни е превзета Силистра, армията е преведена бързо и незабелязано през Стара планина през Айтоския и Върбишкия проход и окупира Тракия: превзети са Месемврия и Анхиало на 11 юли (стар стил), и важният залив на Бургас, на 13 юли е зает Айтос, на 14 юли Карнобат, а на 30 юли генерал Дибич атакува съсредоточения в Сливен 20-хиляден турски корпус, разбива го след решителното сражение при Балдаморския мост и заема града, като прекъсва връзката на Шумен с Одрин. Преведена отново бързо и незабелязано през Сакар планина през прохода Малък Дервент руската армия на 7 август съвършено неочаквано се явява пред Одрин. На другия ден (нов стил 20 август 1829) крепостта капитулира и руските части влизат в Одрин. За първи път градът е превзет от руската армия. Това предизвиква паника в столицата на Османската империя и след показния рейд на руския авангард до Чорлу, застрашил директно Цариград, подтиква султана към търсене на възможности за подписване на примирие с Русия.
На кавказкия фронт Русия има големи успехи – Кавказкият корпус успява да превземе турските крепости Карс, Анапа, Поти и др.
В отговор на напредването на 40-хилядния арнаутски опълченски корпус, воден от пашата на Шкодра Мустафа Бушати през София и Пловдив до Димотика, в началото на септември русите форсират Дунава и заемат Оряхово, Габрово, Орхание (Ботевград) и на 15 септември войските на генерал барон Фьодор Гейсмар влизат в София. Тъй като вече е сключен мирният договор в Одрин на 30 септември, те са оттеглят към Враца, а на 1 ноември русите напускат и Одрин.

## Войната и българите
В началото на 1828 г. капитан Георги Мамарчев, българин на служба в руската армия, формира отряд достигнал 1000 доброволци, който е зачислен към руската армия. Под командването на кап. Мамарчев отрядът изиграва решителната роля за превземането на Силистренската крепост през 1829 г. За тази изключителна храброст той е награден с ордена „Св. Ана“ и скъпоценна сабя, лично от император Николай I. Впоследствие е формиран Българският доброволчески корпус на полк. Иван Липранди, в който се влива отрядът на Мамарчев и други български части, а трети действат директно с руския флот и армия или самостоятелно; избухват и въстанието в Тракия и Знеполското въстание.
Войната от 1828 – 1829 година се отразява изключително тежко на мирното население в Източна България. Още в нейното начало османското правителство решава да изсели голяма част от населението, християнско и мюсюлманско, на Добруджа и Делиормана в Тракия, за да затрудни руското настъпление. Изселването се осъществява от армията и преселени в региона татари с масови насилия и избиване на добитък, някои села са изгорени до основи. Изселването, реквизициите и масовата мобилизация на цивилно население за обслужване на армията предизвикват икономическа катастрофа в цяла днешна Източна България. Към това се добавя и епидемия от чума, която по някои оценки унищожава 1/3 от населението на Източна Тракия.
Българи от Добруджа и Тракийската област започват масово да участват във войната на страната на руснаците. През 1829 г. кап. Георги Мамарчев начело на българския доброволчески отряд достига Сливен. В този момент българите в Тракия се вдигат на въстание – останало в историята като Тракийско въстание (1829). Сливен е освободен след атака на подпомогнатата от българите руска армия. Превземането на Сливен е последвано от продължителни масови кланета над мюсюлманското население и оскверняване на джамии, в които участват както български и руски войници, така и тълпи от местни жители. Така в 1829 г. с наближаването на руските войски българите в Странджанско-Сакарския край и Сливенско въстават и отхвърлят турската власт в Източна Тракия. Дружините им участват заедно с руснаците в щурма на редутите при овладяването на Созопол. Руският гарнизон на Созопол раздава нови пушки, изпратени от Одеса на въстаналите българи.
Военните действия и тежкото икономическо положение предизвикват вълна от български бежанци, които се насочват главно към Северна Добруджа и Влашко. По-късно част от тях продължават към руска територия – Бесарабия и други части на Новорусия – но поне първоначално мнозинството бежанци се надяват да се върнат по родните си места след края на войната. Броят на бежанците по време на самата война се оценява на поне 4 – 5 хиляди души в централните части на Влашко и 2 – 3 хиляди души в Новорусия.

## Одрински договор и българите
Войната завършва с Одринския мирен договор, подписан на 14 септември 1829 г. Войната е успешна за Русия и тя получава териториални придобивки в делтата на Дунав и в Кавказ (Ахалцихе, черноморското крайбрежие от устието на Кубан до пристанището Свети Николай, северно от Батуми).
В същото време според тогавашни дипломати руските претенции към османците са скромни, като руското правителство смята, че е в негов интерес да запази османското присъствие на Балканите.

След сключването на договора, капитан Георги Мамарчев оглавява опита за вдигане на въстание в Сливенска, Котелска и Търновска област. Но тогава руското командване му противодейства. Мамарчев е арестуван, за да не предизвика международни усложнения. По този повод се приписват на генерал Дибич известните думи: 
| „ | Важно дело, бедни българи! Но седете си мирни във ваше отечество! До ще време и за вас! Сега се говори за Влашко, Богданско и Сърбия… Не бойте се. Сега веки ще да се издаде ферман за амнистия. Българи! Стоете си мирни, че ше обърна топове да ви избия аз!… | “ |

Веднага след сключването на договора руснаците разформироват и обезоръжават българските доброволци в своята армия, които са обвинени в неподчинение, кражби и дезертьорство. На руските военни и цивилни на Балканите е наредено да избягват всякакви контакти с местното население, които са смятани за „източник на сериозни затруднение в политическо отношение“. Окуражени от руската политика, турците започват погроми над християните на много места в Източна Тракия.
Руските окупационни власти полагат усилия да ограничат започналата нова изселническа вълна, тъй като смятат присъствието на християнско население по пътя към Константинопол за стратегическо преимущество на Русия в дългосрочен план. Същевременно между българите в региона, които искат да се изселят, и тези, които предпочитат да останат, възниква остър конфликт, който на места преминава в жестоки убийства и саморазправи.
След повторното преминаване на генерал Дибич, наречен Забалкански, десетки села в Североизточна България и Източна Тракия тръгват след войската и заселват Буджашките степи и района около Одеса.
Използвайки като основание многобройните бежанци, Васил Ненович, Михаил Кефалов, Иван Селимински и др. лансират идеята за българска автономна област в Добруджа, която също не намира подкрепа от страна на Русия.
Българските селища в Новорусия и Бесарабия в голяма част носят българските си имена (Камчик, Кулевча и т.н.) и поддържат приятелски връзки със селищата, откъдето са емигрирали предците им.